# Kvarta (hudba)
Kvarta (z lat. quartus – čtvrtý) je hudební interval mezi prvním a čtvrtým tónem diatonické stupnice.

## Čistá kvarta
V rovnoměrně temperovaném ladění se čistá kvarta skládá z pěti půltónů. Po primě, oktávě a kvintě je čistá kvarta čtvrtý nejkonsonantnější interval.
V čistém a pythagorejském ladění má kvarta hodnotu 4:3 (přibližně 498 centů).
Ve středotónovém ladění má kvarta hodnotu {\displaystyle 2:{\sqrt[{4}]{5}}}
V rovnoměrně temperovaném ladění má hodnotu 25/12:1 (přesně 500 centů), je tedy prakticky k nerozeznání od čisté kvarty.
Kontrabas a basová kytara mají všechny čtyři struny laděné v kvartách; na kytaře se v kvartách ladí pět ze šesti strun (pouze mezi strunami G – H je interval velké tercie).

## Zvětšená kvarta
Zvětšením intervalu čisté kvarty o půltón vzniká disonantní interval zvětšená kvarta, která se označuje též jako tzv. tritón, protože je tvořena třemi celými tóny. V době klasicismu se kvůli jeho disonanci tomuto intervalu říkalo také "diavolo in musica" (ďábel v hudbě).